# Irma Pineda
Irma Pineda Santiago (Juchitán de Zaragoza, Oaxaca, 1974) es una poetisa mexicana en lengua zapoteca o diidxazá (zapoteco istmeño), traductora, docente, promotora y defensora de los derechos de los pueblos originarios. Es autora de diferentes libros, como Naxiña' Rului' ladxe (Rojo Deseo) o Guie’ ni (La flor que se llevó), entre muchos otros. Además, ha publicado en diferentes diarios, revistas y antologías de México, Estados Unidos e Italia. Su obra ha sido traducida al inglés, italiano, alemán, serbio, ruso y portugués.

## Reseña biográfica
Nació en Juchitán de Zaragoza, Oaxaca, el 30 de julio de 1974. Es hablante de la lengua diidxazá, es decir, de la lengua zapoteca, del "canto de la gente nube". Irma es hija de Víctor Pineda Henestrosa, “Víctor Yodo”, profesor y defensor de los derechos de los campesinos, fundador de la organización social Coalición Obrera Campesina Estudiantil del Istmo (Cocei), quien fue desaparecido por el ejército el 11 de julio de 1978. También es hija de la profesora Cándida Santiago, quien desde la desaparición de su esposo ha seguido clamando justicia. En la poesía de Pineda puede descubrirse mucho de su vida. 
Ha contado que, gracias a que sus padres fueron profesores, pudo tener libros cerca, sobre todo de poesía, aunque según su madre ella ya inventaba poesía antes de saber escribir, además la misma poeta ha señalado que su padre le leía poesía: «Creo que por tratar de encontrar la voz de mi padre ausente me refugié más en la poesía, porque era el vínculo con él.» El hermano de Irma, Héctor Pineda Santiago, también es poeta y profesor. 
Estudió la licenciatura en Comunicación y la maestría en Educación y Diversidad Cultural. Ha trabajado como profesora en la Universidad Pedagógica Nacional, también como traductora especializada. Como docente, trabaja en el nivel medio superior y superior, además de dar talleres a niños y adolescentes.
Fue presidenta de la Asociación de Escritores en Lenguas Indígenas A. C. (ELIAC). Ha participado en diversos encuentros internacionales de literatura y poesía como el Congreso sobre Oralidad y Literatura, el Festival Mundial de Poesía en Venezuela, el Festival Internacional de Poesía de Medellín (Colombia), y el Festival de Poesía las Lenguas de América Carlos Montemayor. A la muerte del escritor Carlos Montemayor, Irma Pineda ha sido una de las anfitrionas del Festival de Poesía las Lenguas de América, junto a Natalia Toledo. 
Ha sido artista residente en el Centro Internacional de Traducción Literaria del Banff Centre, en Canadá, y de la Casa de Arte Calles y Sueños, en Chicago, Estados Unidos; también, ha sido becaria del Fondo Nacional de las artes (FONCA).
Igualmente, es promotora de su lengua y cultura zapoteca, y de las literaturas de otras culturas originarias.
Irma Pineda fue una de las tres candidatas para representar a los pueblos indígenas ante la Organización de las Naciones Unidas ONU. Finalmente, en mayo de 2019, fue elegida para representar a los pueblos indígenas de México, Latinoamérica y el Caribe durante el periodo 2020-2022.

## Obra
Los trabajos de Irma Pineda se caracterizan por la afirmación de su identidad, el compromiso social con su pueblo y de una sensibilidad poética entregada a la Tierra. Además de estar fuertemente marcada por la desaparición de su padre y la lucha de su madre por encontrar justicia. El poema "Cándida" refleja lo anterior:
Mi madre descifró para mis ojos
el lenguaje de las estrellas
Depositó en mis oídos los cantos de la gente nube
[...]
Ella resolvía las dudas
Pero nunca le pregunté a mi madre
cómo trascurre la vida
cuando los soldados se llevan al marido
Cómo se enfrenta lo cotidiano
con la incertidumbre tras los pies a cada paso
Con qué palabras se explica a los hijos
qué es “un desaparecido”
Con qué unidad se mide la ausencia
los días oscuros
los oficios sin respuesta
Cómo nombrar de un solo golpe
las ciudades recorridas buscando un rostro
los espíritus consultados para tener indicios
de dónde encontrar a un desaparecido.
La poética de Irma está marcada por la lucha social de su familia, su pueblo, pero también del resto de los pueblos originarios. Es una mujer sensible y comprometida con las causas sociales, ha apoyado a diferentes grupos y comunidades por los conflictos que enfrentan, por ello, la nominación para representar a los pueblos ante la ONU, supuso esperanza. Igualmente, su interés se ha centrado en las desapariciones que se han dado en el país, apoyando diferentes causas. Todo esto, ha dado a la escritura de Irma una poética especial que refleja las diferentes voces de las personas y los pueblos. No obstante, su poesía no se reduce al ámbito comunitario, sino que se abre a manifestaciones que le pertenecen a cualquier ser humano; en una entrevista, a razón de su libro Naxiña' Rului' ladxe' / Rojo Deseo la poeta expresa: 

"Justo este año decidí hacer un quiebre de estas historias de dolor, de violencia, de nostalgia, que es lo que había estado trabajando. Este año acabo de entregar al editor un libro (espero que salga este año) que es de poesía erótica. No quiero quedarme con la imagen de ser una poeta que sólo escribe sobre la comunidad. Quiero tocar otros aspectos que antes mi poesía no había tocado: el amor, el erotismo… Quería tener un cambio este año. Estoy actualmente trabajando en eso. El libro se llamará Rojo deseo. Esperemos que este año vea la luz".
Tiene varios libros publicados, el más reciente es Chupa ladxidua' Dos es mi corazón / Irma Pineda para niños en el cual se abrió una convocatoria para que los niños ilustraran el poemario. Antes de éste, Naxiña' Rului' ladxe' / Rojo Deseo (Pluralia Ediciones, 2018), ganó el premio "Caballo Verde" a la Edición de Poesía 2018, que se entrega en el marco del Festival Di/Verso. Otro de sus libros es Guie’ ni / La flor que se llevó (Pluralia Ediciones, 2013) en el que su tema es el desplazamiento y enfrentamiento armado de las comunidades, la migración y la recuperación de las voces originarias; Irma declaró: "Le contaba a unos amigos que el de la Flor que se llevó, literalmente, lo escribí borracha porque era la única forma de soportar el dolor y poder hacerlo". También están los libros: Doo yoo ne ga’ bia’ / De la casa del ombligo a las nueve cuartas (CDI, 2008), Xilase qui rié di’ sicasi rié nisa guiigu’ / La nostalgia no se marcha como el agua de los ríos (Eliac, 2007) y Xilase Nisadó / Nostalgias del mar (SEP, 2006) entre otros.

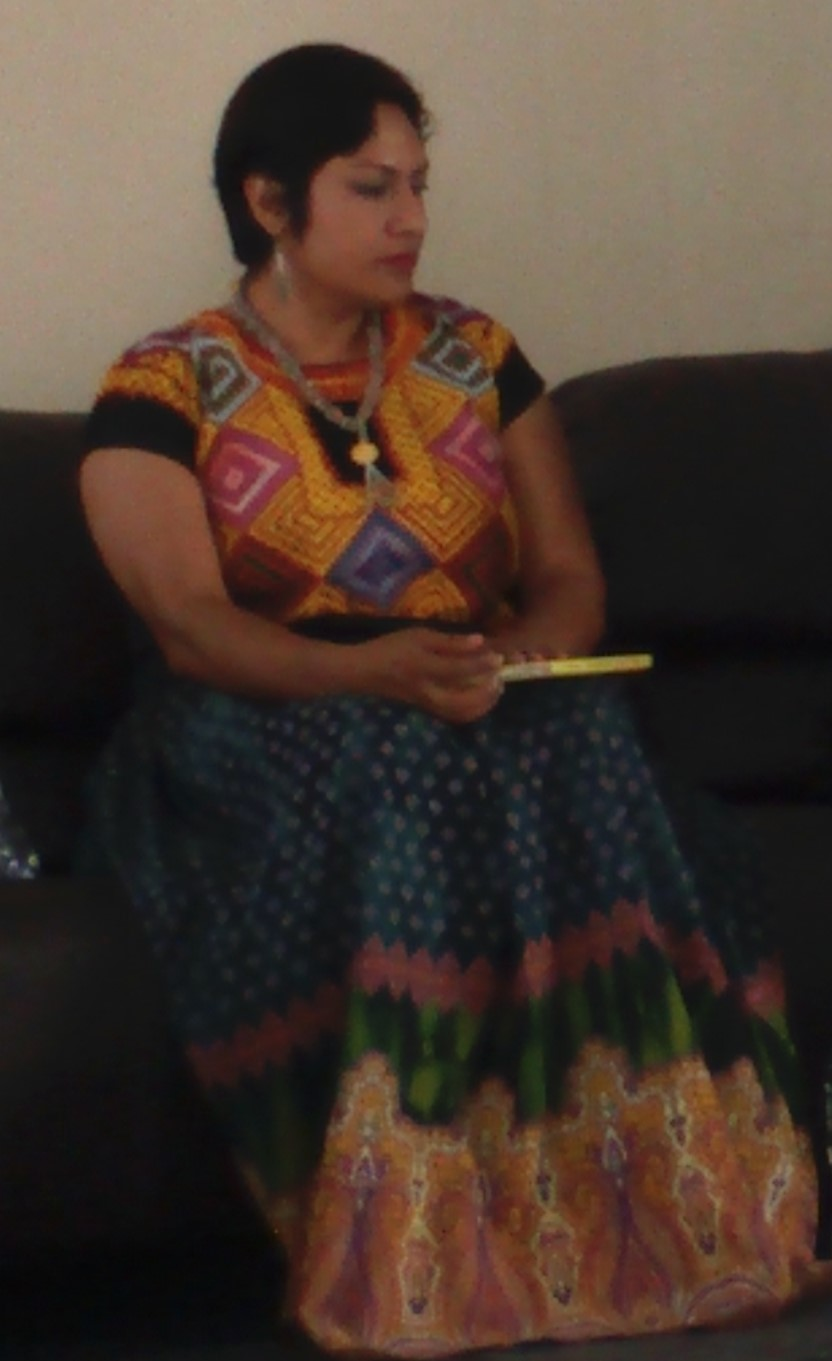
Irma Pineda en la presentación de su libro Guie’ ni / La flor que se llevó, 2015.

Irma Pineda ha publicado en diferentes revistas y antología de México y del mundo. Sus trabajos también se han inclinado por el ensayo y la traducción. Su obra literaria ha sido traducida al inglés, italiano, portugués, eslavo, serbio, ruso y alemán.  
Apareció en antologías como: Las palabras pueden (UNICEF), Jóvenes Creadores del FONCA (CONACULTA); Laguna Superior (Gubidxa Soo); México: diversas lenguas, una sola nación (ELIAC-SEP); Voces del Corazón de la Tierra (SEP), Prometeo (Colombia); Voces de Antiguas Raíces (Italia), Ila (Alemania), Galerna, Revista Internacional de Literatura (EE. UU.) y Translit (Canadá). Ha publicado en diversos medios nacionales e internacionales como La Jornada, Tierra Adentro (México), Trieste (Italia); en España: La poesía Señor Hidalgo, El Rapto de Europa; en Estados Unidos: Chicago Review, The Cincinnati Review, Borderlands Texas Poetry Review, International poetry Review, Orion; The Sow’s Ear, Puerto del Sol, SAND, Origins, entre otras.   
Ha trabajado, incansablemente, a lado de diferentes escritores y artistas, como Mardonio Carballo, Francisco Toledo, Víctor de la Cruz, entre otros, para mejorar las condiciones de las personas indígenas, a través de la cultura y la lengua.  
Por otro lado, ha inspirado a las nuevas generaciones de poetas, escritores y músicos, en este último aspecto, en la creación de canciones de rap a partir de sus poemas.    

## Publicaciones

### Poemarios
- Chupa Ladxidua’-Dos es mi Corazón (Secretaría de Cultura, Alas y Raíces a los Niños, 2018)
- Naxiña’ Ruilui’ladxe’- Rojo Deseo (Pluralia Ediciones, 2018)
- Guie’ ni zinebe – La Flor que se llevó (Pluralia Ediciones, INBA-CONACULTA, 2013)
- Doo yoo ne ga’ bia’ – De la Casa del Ombligo a las Nueve Cuartas (CDI, 2009)
- Xilase qui rié di’ sicasi rié nisa guiigu’ – La nostalgia no se marcha como el agua de los ríos (ELIAC, 2008),
- Xilase Nisado’ – Nostalgias del Mar (SEP, col. Espejo de Urania, 2006)
- Ndaani’ Gueela’ - En el Vientre de la Noche (Casa de la Cultura de Juchitán/ Fundación Cultural de Trabajadores de Pascual y del Arte A.C./ La Tibia de Rocinante, 2005)
- Huhuexochitlajtoli - Diidxaguie’ yooxho’- Viejos Poemas (en coautoría con Mardonio Carballo, 2006).

### Coautora de los libros
- Sombra Roja. Diecisiete poetas mexicanas. (Vaso Roto Ediciones, 2016)
- Oralidad y escritura. Experiencias desde la literatura indígena. (Dirección General de Culturas Populares, 2014)
- Rigo es amor: una rocola a 16 voces (Ed. Tusquets, 2013. Coordinado por Cristina Rivera-Garza)
- Guie’ sti’ Diidxazá - La Flor de la Palabra. (Coordinado por Víctor de la Cruz). UNAM, 2012.
- De la Oralidad a la Palabra Escrita. Estudio sobre el rescate de las voces originarias del Sur de México (Colegio de Guerrero A.C, 2012)
- Cosmovisión y Literatura de los Binigula’sa (Universidad del Istmo, 2011)
- Verba Manent (Universidad de Siena, Italia, 2011)
- Nuestras Lenguas (Dirección General de Educación Indígena, 2004)

### Traducciones literarias
- "Sin Juicio: imágenes de Francisco Toledo" (de Ramón Dachs), en El Rapto de Europa, Barcelona, España, 2008.
- Una noche oscura (de Pancho Nácar), Ediciones Bacaanda, Juchitán, Oaxaca, 2007.
- Viva México (de Martha Acevedo) Secretaría de Educación Pública, México, 2004.
- Cuarto Viernes en Chihuitán (de Elisa Ramírez, con ilustraciones de Francisco Toledo), Secretaría de Educación Pública, México, 2004.

### Discos (coautoría)
- Lluvia de Sueños III (Mujeres Indígenas). CONACULTA, Inst. Sonorense de Cult. 2007.
- El que la hace la canta. Sony Music, 2001
- Las Voces del Cenzontle (Poetas Contemporáneos), Producción de Gonzalo Ceja, 1999.

### Antologías
- Meridiano 105°: Antología de poetas mujeres en lenguas indígenas (2017)
- MUOVI MENTI, segnali da un mondo viandante (Terra d'ulivi, 2016)
- Los 43 Poetas por Ayotzinapa (INAH, 2015))

## Distinciones
- Sistema Nacional de Creadores de Arte (FONCA)